# 人人網
人人網（レンレンワン）は、中華人民共和国のSNS（ソーシャル・ネットワーキング・サービス）。2005年に清華大学の卒業生が設立した校内網として始まり、2006年以降は北京に本部がある千橡互動グループ（中国語: 千橡互动集团、英語: China InterActive Corp）に買われて、その下で運営されている。
登録者数は1億6000万人余りと、中国政府がFacebookへのアクセスを妨害しているために、さらに政府「保護」の有利を生かす計画により中国国内最大手である。

## 機能
ほとんどの機能はFacebookを踏襲しており、「中国版Facebook」と呼ばれることがある。人人網のグローバル化計画センターの李普慶も「中国市場用に開発されている」と前置きしつつも、両者の機能と特徴の似通っていることを認めている。